# Maleisië op de Olympische Zomerspelen 2004
Maleisië nam deel aan de Olympische Zomerspelen 2004 in Athene, Griekenland. Voor de tweede achtereenvolgende keer won het geen medaille.

## Deelnemers en resultaten

### Atletiek
| Olympiër          | Discipline            | Resultaat | Prestatie             |
| ----------------- | --------------------- | --------- | --------------------- |
| Nazmizan Muhammad | 200m (m)              | 45e       | serie 5: 7de in 21,24 |
|                   |                       |           |                       |
| Yuan Yufang       | 20km snelwandelen (v) | 35e       | 1:36.34               |

### Badminton
| Olympiër                       | Discipline     | Resultaat | Prestatie |
| ------------------------------ | -------------- | --------- | --- |
| Muhammad Roslin Hashim         | enkelspel (m)  | 17e       | 1ste ronde: V van INA Kuncoro: 1-2 (6-15, 15-9, 8-15)                                                                                      |
| Lee Chong Wei                  | enkelspel (m)  | 9e        | 1ste ronde: W van HKG Wei: 2-0 (15-3, 15-13) 2de ronde: V van CHN Chen: 1-2 (11-15, 15-3, 12-15)                                           |
| Wong Choong Hann               | enkelspel (m)  | 9e        | 1ste ronde: W van POL Wacha: 2-0 (15-1, 15-5) 2de ronde: V van INA Hidayat: 1-2 (15-11, 7-15, 9-15)                                        |
| Chan Chong Ming Chew Choon Eng | dubbelspel (m) | 9e        | 1ste ronde: W van GRE Patis/Velkos: 2-0 (15-1, 15-4) 2de ronde: V van CHN Sang/Zheng: 0-2 (11-15, 7-15)                                    |
| Choong Tan Fook Lee Wan Wah    | dubbelspel (m) | 5e        | 1ste ronde: vrij 2de ronde: W van THA Panvisvas/Teerawiwatana: 2-0 (15-10, 15-13) kwartfinale: V van KOR Lee/Yoo: 1-2 (15-11, 11-15, 9-15) |
|                                |                |           | |
| Chin Eei Hui Wong Pei Tty      | dubbelspel (v) | 9e        | 1ste ronde: W van JPN Yamada/Yamamoto: 2-0 (15-7, 15-9) 2de ronde: V van CHN Gao/Huang: 0-2 (12-15, 8-15)                                  |

### Boogschieten
| Olympiër          | Discipline      | Resultaat | Prestatie                                                                     |
| ----------------- | --------------- | --------- | ----------------------------------------------------------------------------- |
| Mon Redee Sut Txi | individueel (v) | 33e       | plaatsingsronde: 32ste met 626 punten 1ste ronde: V van RUS Bolotova: 143-154 |

### Gewichtheffen
| Olympiër            | Discipline | Resultaat | Prestatie                                      |
| ------------------- | ---------- | --------- | ---------------------------------------------- |
| Mohd Faizal Baharom | -56kg (m)  | DNF       | trekken: 11de met 110kg stoten: niet gefinisht |

### Gymnastiek
| Olympiër   | Discipline               | Resultaat | Prestatie                             |
| ---------- | ------------------------ | --------- | ------------------------------------- |
| Ng Shu Wai | meerkamp individueel (m) | 38e       | kwalificatie: 38ste met 54,561 punten |

### Schietsport
| Olympiër               | Discipline | Resultaat | Prestatie                                           |
| ---------------------- | ---------- | --------- | --------------------------------------------------- |
| Ricky Teh Chee Fei     | skeet (m)  | 40e       | kwalificatie: 40ste met 113 punten (24-22-23-21-23) |
| Bernard Yeoh Cheng Han | trap (m)   | 34e       | kwalificatie: 34ste met 107 punten (22-22-21-20-22) |

### Schoonspringen
| Olympiër            | Discipline    | Resultaat | Prestatie                          |
| ------------------- | ------------- | --------- | ---------------------------------- |
| Bryan Nickson Lomas | 10m toren (m) | 19e       | voorronde: 19de met 407,13 punten  |
|                     |               |           |                                    |
| Gracie Junita       | 3m plank (v)  | 27e       | voorronde: 27ste met 223,44 punten |
| Leong Mun Yee       | 3m plank (v)  | 26e       | voorronde: 26ste met 227,67 punten |
| Leong Mun Yee       | 10m toren (v) | 21e       | voorronde: 21ste met 273,33 punten |

### Taekwondo
| Olympiër   | Discipline | Resultaat | Prestatie                         |
| ---------- | ---------- | --------- | --------------------------------- |
| Elaine Teo | -49kg (v)  | 10e       | 1ste ronde: V van GUA Carías: 4-4 |

### Wielersport
| Olympiër  | Discipline | Resultaat | Prestatie |
| Baan      | Baan       | Baan      | Baan |
| --------- | ---------- | --------- | --- |
| Josiah Ng | sprint (m) | 11e       | kwalificatie: 11de in 10,515 1ste ronde: V van ESP Villanueva 1ste ronde herkansingen: 1ste 2de ronde: V van AUS Bayley 2de ronde herkansingen: 2de 9-12de plek: 3de |
| Josiah Ng | keirin (m) | 6e        | 1ste ronde: 4de 1ste ronde herkansingen: 2de 2de ronde: 2de finale: 6de                                                                                              |

### Zeilen
| Olympiër             | Discipline | Resultaat | Prestatie                                      |
| -------------------- | ---------- | --------- | ---------------------------------------------- |
| Kevin Lim Leong Keat | laser      | 24e       | 220 punten: (23-21-33-17-OCS-35-26-21-18-19-7) |

### Zwemmen
| Olympiër     | Discipline           | Resultaat | Prestatie                                           |
| ------------ | -------------------- | --------- | --------------------------------------------------- |
| Allen Ong    | 50m vrije slag (m)   | 46e       | serie 5: 4de in 23,52                               |
| Allen Ong    | 100m vrije slag (m)  | 50e       | serie 4: 7de in 52,04                               |
| Saw Yi Khy   | 1500m vrije slag (m) | 32e       | serie 1: 3de in 16.06,38                            |
| Alex Lim     | 100m rugslag (m)     | 15e       | serie 6: 4de in 55,22 halve finale 1: 8ste in 56,08 |
| Alex Lim     | 200m rugslag (m)     | 21e       | serie 2: 1ste in 2.02,67                            |
|              |                      |           |                                                     |
| Siow Yi Ting | 100m schoolslag (v)  | 36e       | serie 2: 4de in 1.13,30                             |
| Siow Yi Ting | 200m schoolslag (v)  | 21e       | serie 5: 6de in 2.33,79                             |
| Siow Yi Ting | 200m wisselslag (v)  | 22e       | serie 3: 6de in 2.19,52                             |

Afghanistan · Albanië · Algerije · Amerikaanse Maagdeneilanden · Amerikaans-Samoa · Andorra · Angola · Antigua en Barbuda · Argentinië · Armenië · Aruba · Australië · Azerbeidzjan · Bahama's · Bahrein · Bangladesh · Barbados · België · Belize · Benin · Bermuda · Bhutan · Bolivia · Bosnië en Herzegovina · Botswana · Brazilië · Britse Maagdeneilanden · Brunei · Bulgarije · Burkina Faso · Burundi · Cambodja · Canada · Centraal-Afrikaanse Republiek · Chili · China · Chinees Taipei · Colombia · Comoren · Congo-Brazzaville · Congo-Kinshasa · Cookeilanden · Costa Rica · Cuba · Cyprus · Denemarken · Djibouti · Dominica · Dominicaanse Republiek · Duitsland · Ecuador · Egypte · El Salvador · Equatoriaal-Guinea · Eritrea · Estland · Ethiopië · Fiji · Filipijnen · Finland · Frankrijk · Gabon · Gambia · Georgië · Ghana · Grenada · Griekenland · Groot-Brittannië · Guam · Guatemala · Guinee · Guinee‑Bissau · Guyana · Haïti · Honduras · Hongarije · Hongkong · Ierland · IJsland · India · Indonesië · Irak · Iran · Israël · Italië · Ivoorkust · Jamaica · Japan · Jemen · Jordanië · Kaaimaneilanden · Kaapverdië · Kameroen · Kazachstan · Kenia · Kirgizië · Kiribati · Koeweit · Kroatië · Laos · Lesotho · Letland · Libanon · Liberia · Libië · Liechtenstein · Litouwen · Luxemburg · Macedonië · Madagaskar · Malawi · Malediven · Maleisië · Mali · Malta · Marokko · Mauritanië · Mauritius · Mexico · Micronesië · Moldavië · Monaco · Mongolië · Mozambique · Myanmar · Namibië · Nauru · Nederland · Nederlandse Antillen · Nepal · Nicaragua · Nieuw-Zeeland · Niger · Nigeria · Noord-Korea · Noorwegen · Oeganda · Oekraïne · Oezbekistan · Oman · Oostenrijk · Oost‑Timor · Pakistan · Palau · Palestina · Panama · Papoea-Nieuw-Guinea · Paraguay · Peru · Polen · Portugal · Puerto Rico · Qatar · Roemenië · Rusland · Rwanda · Saint Kitts en Nevis · Saint Lucia · Saint Vincent en Grenadines · Salomonseilanden · Samoa · San Marino · Sao Tomé en Principe · Saoedi-Arabië · Senegal · Servië en Montenegro · Seychellen · Sierra Leone · Singapore · Slovenië · Slowakije · Soedan · Somalië · Spanje · Sri Lanka · Suriname · Swaziland · Syrië · Tadzjikistan · Tanzania · Thailand · Togo · Tonga · Trinidad en Tobago · Tsjaad · Tsjechië · Tunesië · Turkije · Turkmenistan · Uruguay · Vanuatu · Venezuela · Verenigde Arabische Emiraten · Verenigde Staten · Vietnam · Wit-Rusland · Zambia · Zimbabwe · Zuid-Afrika · Zuid-Korea · Zweden · Zwitserland